# هارولد لانغ
هارولد لانغ (بالإنجليزية: Harold Lang)‏ هو ممثل بريطاني (وحمل سابقاً جنسية المملكة المتحدة لبريطانيا العظمى وأيرلندا)، ولد في 1923 بلندن في المملكة المتحدة، وتوفي في 16 نوفمبر 1970 في مصر بسبب نوبة قلبية.

## وصلات خارجية
- هارولد لانغ على موقع IMDb (الإنجليزية)
- هارولد لانغ على موقع قاعدة بيانات الفيلم (الإنجليزية)